# Гладыревский, Юрий Леонидович
Юрий (Георгий) Леонидович Гладыревский (1898—1968) — хормейстер, дирижёр, кадетский деятель. Прототип поручика Шервинского из романа М. А. Булгакова «Белая гвардия».

## Биография
Родился 26 января (7 февраля) 1898 года в Либаве Курляндской губернии в семье православного потомственного дворянина и надворного советника Леонида Павловича Гладыревского (1869—1901)); мать — дочь штабс-капитана Евгения Львовна Матвеева.
В одиннадцатилетнем возрасте он был отдан на воспитание и обучение в Ярославский кадетский корпус. В мае 1916 года Гладыревский был переведён в Москву, где 3 июня принят юнкером рядового звания в Александровское военное училище.
С 22 января 1917 года состоял подпоручиком 11-й роты Лейб-гвардии 3-го Стрелкового Его Величества полка. Это было элитное подразделение, атак которого боялись немцы и прозвали этот полк «сердитым». После разложения частей и ухода с фронта остатки Гвардейской Стрелковой дивизии снежной и холодной зимой декабря 1917 — января 1918 года двигались на Киев через Винницу и Жмеринку (ту самую; где в Шервинского влюбилась графиня Лендрикова). В штабе дивизии никого из старших офицеров не оставалось и фактически, дивизию вёл подпоручик Гладыревский. Офицеры стремились в Киев, чтобы остаться в городе и укрыться от ужасов начавшейся гражданской войны. Солдаты же намеревались объединиться в Киеве с большевистскими войсками, ведущими борьбу с Центральной Радой.
10 февраля 1918 года полки Гвардейской Стрелковой дивизии вошли в Киев. Подавляющее большинство офицеров, а вместе с ними и Юрий Гладыревский, остались в Киеве. У Юрия Леонидовича в Киеве, в Диком переулке (рядом со Львовской площадью) жили мать и брат. Солдатами Гвардейской Стрелковой дивизии были брошены в городе дивизионные обозы и склады. Все они попали в распоряжение подпоручика Гладыревского, как одного из последних руководителей дивизии. На эти материальные запасы Юрий Леонидович смог не только прокормить себя, но и устроить в городе многих офицеров своей дивизии. Во время правления гетмана Павла Скоропадского Ю. Гладыревский отказался служить в его армии и появился в обществе семьи Булгаковых.
Юрий Леонидович действительно был офицером штаба князя А. Н. Долгорукова (у Булгакова Белорукова), но не адъютантом. Генерал Долгоруков в ноябре-декабре 1918 года возглавлял войска, действовавшие на Украине против Директории УНР. Этот штаб был переполнен множеством старших офицеров, а потому Гладыревский не играл там никакой заметной роли.
После вступления в город 31 августа 1919 года белогвардейских частей Гладыревский получил за какие-то заслуги звание капитана Добровольческой армии, то есть перешагнул через несколько званий с подпоручика. При белых Гладыревский вернулся в свой Лейб-гвардии 3-й Стрелковый полк, который возрождался в Киеве в составе Добровольческой армии.
В октябре 1919 года Гладыревскому пришлось защищать Киев от войск красных. В уличных боях, длящихся три дня, Гладыревский получил лёгкое ранение. Зимой 1919—1920 годов с белыми войсками капитан Гладыревский совершил отступление в Крым. В начале 1920 года Гладыревский вновь попал на фронт и удерживал крымские перешейки перед превосходящими частями красных. В конце мая гвардейские стрелки участвовали в белом десанте в Северной Таврии. Во время боев за деревню Эристовка 26—31 июня 1920 года погиб почти весь взвод Гладыревского, сам он чудом остался жив. В полковой реляции о гибели взвода гвардейских стрелков сообщалось:

Вечером Таганрогский полк снова сосредоточился в д. Эристовке, но охранение выставил не на хуторах, а на ближайших буграх; в лощину же, что к востоку от деревни, для своевременного обнаружения конницы противника, был выставлен взвод от гв. Стрелковой роты под командой кап. Гладыревского. Ночь прошла спокойно. Рано утром 16 июня, подтянув свежие части, красные снова перешли в наступление, на этот раз бросив на д. Эристовку пять полков (от № 198 до 202) при громадном количестве пулеметов. Густые цепи их стали теснить наше сторожевое охранение от главных сил. Однако роты успели перейти гать под сильным пулеметным огнём противника. В то же время Таганрогцы, отойдя к д. Эристовке, заняли позицию на южных буграх, причем участок 3-го батальона находился на правом фланге полка, несколько уступом вперед. Чтобы не дать противнику быстро пройти гать, полк. ф. — Эссен приказал взводу капитана Гладыревского задержаться на мосту. Батальоны в это время должны были осмотреться и окопаться на занятых позициях. Тем временем конница красных стремительно атаковала взвод кап. Гладыревского. После небольшой схватки часть взвода была изрублена, часть взята в плен. Пленных большевики предали истязаниям: по занятии нами обратно деревни, их нашли замученными, причем у двух на груди были вырезаны Георгиевские кресты, а в переносицы вбиты нательные кресты. Из всего взвода удалось спастись только кап. Гладыревскому и фельдфебелю, которые бросились в сторону и, пробираясь по хатам, добрались до батальона.
13 ноября 1920 года на транспорте «Саратов» оставшиеся в живых офицеры российской Императорской гвардии оставили родину. Гладыревский эмигрировал во Францию, где с конца 1920-х годов на концертах и благотворительных вечерах исполнял под гитару русские и цыганские песни. В 1930 году руководил хором Приюта великой княгини Елены Владимировны, в 1931—1962 годах — балалаечным оркестром. В 1930-х годах выступал с оркестром в ресторанах «Prado» и «Normandy».
Был Генеральным секретарём Союза российских кадетских корпусов и смотрителем участка русского кладбища в Сент-Женевьев-де-Буа. В 1963 году руководил работами по созданию на этом кладбище памятника великому князю Константину Константиновичу и всем кадетам. Один из организаторов Дней кадетской скорби и паломничеств на кладбище. Секретарь Объединения бывших воспитанников Ярославского кадетского корпуса.
Умер 20 марта 1968 в Каннах, похоронен на местном кладбище; в 1968 году был перезахоронен на кладбище Сент-Женевьев-де-Буа.

## Семья
- Жена — Кира Владимировна Юргенс (1898—1985), дочь полковника В. В. Юргенса, который командовал полком Гладыревского.
- Сын — Владимир Юрьевич (1922—1978), хормейстер.
- Брат — Николай (1896—1973) — профессор-хирург, проректор по научной работе Кишиневского медицинского института.